# Дрэг-кинг

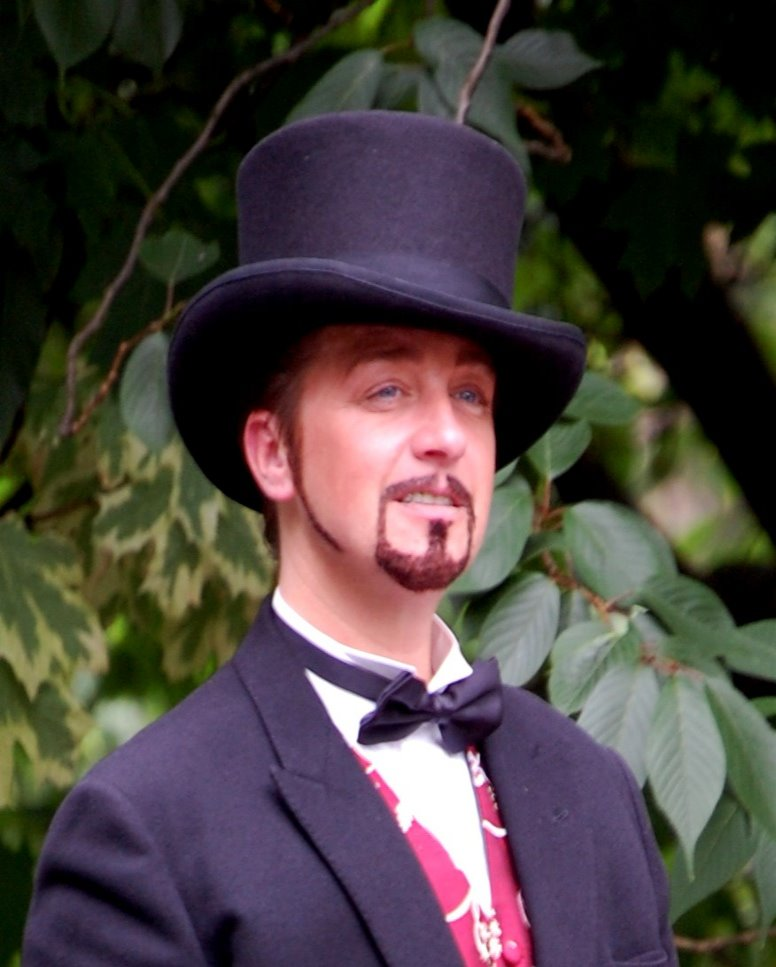
Исполнитель (перформер) дрэг-кинг

Дрэг-кинг (англ. drag king: от drag «мужская одежда, надеваемая женщиной» или «женская одежда, надеваемая мужчиной» и king «король») — чаще всего артистка, которая переодета в мужскую одежду на сцене, при котором выступающая подражает мужчинам, следуя их стереотипным гендерным ролям.
В последнее время — женщины, участницы типичного дрэг-шоу, которое является составной частью театральной культуры бурлеска, а также составляющим элементом создания гендерных иллюзий, популярных в ЛГБТ-сообществах. Выступления сопровождаются особыми приёмами макияжа, костюмерного искусства и отличаются особой манерой выступления. Такие артисты специально придумывают утрированно женские или чрезвычайно «мачистские» псевдонимы. Шоу может состоять из танцев, сценических зарисовок, стэндапа и пения, живого или под фонограмму. В стиле дрэг-кинг зачастую выступают женщины, представляющие утрированный образ мачо и изображающие различных персонажей; или же они могут подражать образу знаменитостей-мужчин, таких как Элвис Пресли, Майкл Джексон, Тим Макгроу и других.
В конце 1800-х — начале 1900-х годов несколько персонажей дрэг-кинг стали звёздами британского мюзик-холла. Благодаря этому британская пантомима сохранила традицию выступления женщин в мужских ролях. Начиная с середины 1990-х дрэг-кинги начали приобретать известность, которой уже обладали многие мужчины, выступающие в роли женщин, — дрэг-квины.

## История и терминология

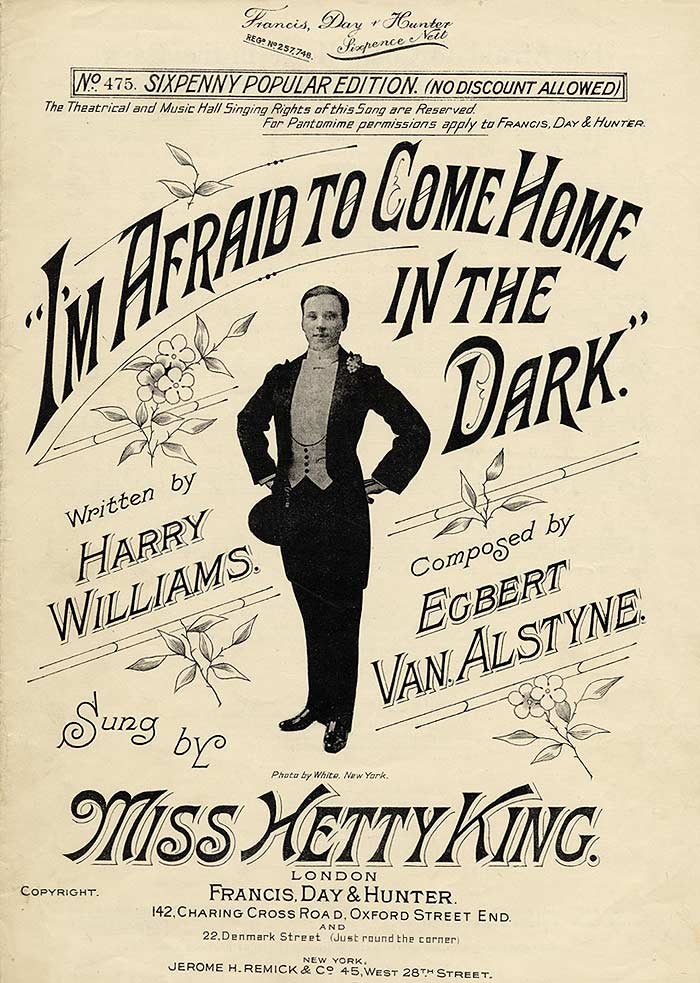
Обложка нот 1907 года на композицию «I’m Afraid to Come Home in the Dark» с участием певицы и дрэг-кинга Хэтти Кинг

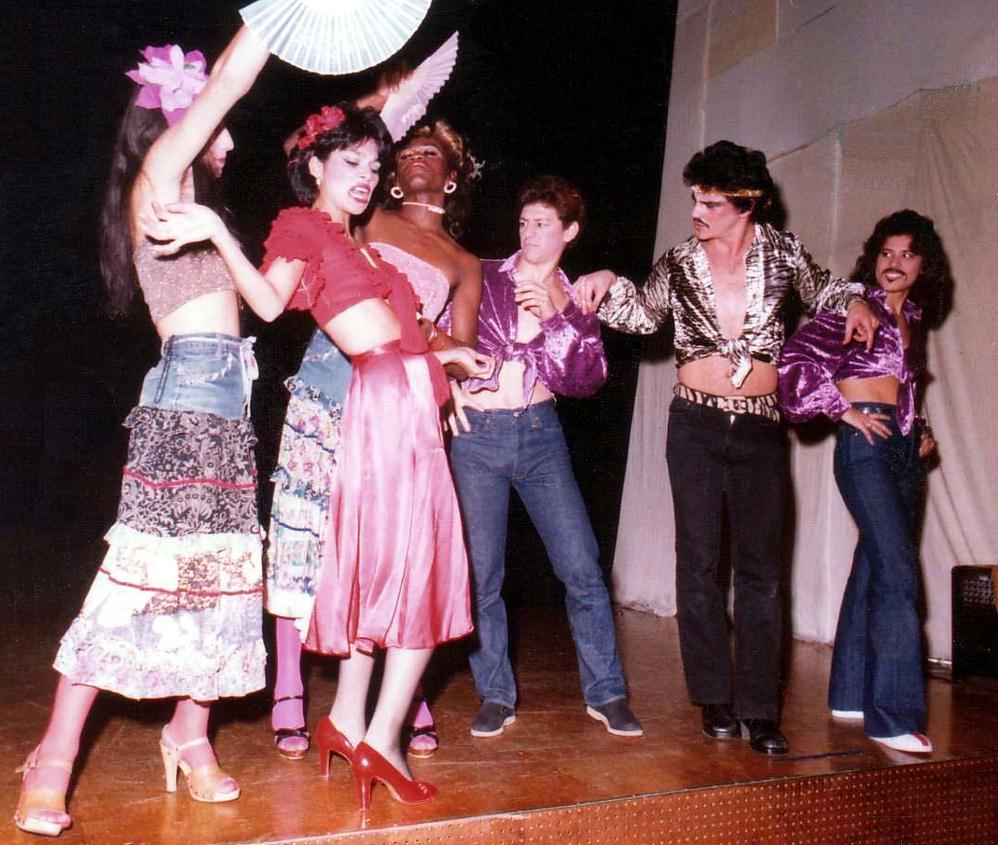
Персонаж дрэг-кинг Мачо (крайний справа) в номере «Америка» фильма Дикая сторона истории (англ. Wild Side Story) в Лос-Анджелесе в 1977 году

Хотя термин «дрэг-кинг» впервые был упомянут в печати в 1972 году, артистки носили мужские наряды задолго до этого. В театре и опере существовала традиция брючных ролей и травести. Актриса и драматург Сюзанна Центливр появилась в роли мужчины примерно в 1700 году. Первым популярным исполнителем мужской роли — дрэг-кингом — в театре США была Энни Хиндл, которая начала выступать в Нью-Йорке в 1867 году. В 1886 году она женилась на своей костюмерше Энни Райан (англ. Annie Ryan). Исполнительница британского мюзик-холла Веста Тилли активно вела свою деятельность в конце 19-го и начале 20-го веков как дрэг-кинг. Другими дрэг-кингами на британской сцене были Элла Шилдс и Хэтти Кинг. В настоящее время одно из крупнейших празднований в Европе — «DragWorld». В 2019 году этот праздник проходил в августе в лондонской Олимпии.
Блюзовая певица Глэдис Бентли выступала в мужском образе в Нью-Йорке, Лос-Анджелесе и Сан-Франциско с 1920-х по 1940-е годы. Сторме Деларвери выступала как дрэг-кинг вместе с дрэг-квинами в знаменитом шоу «Jewel Box Revue» в 1950-х и 1960-х годах, как это показано в фильме «Дама из „сундучка с драгоценностями“» (англ. Storme: The Lady of the Jewel Box). Деларвери также была ветераном беспорядков в Стоунволле. Культура дрэг-кинг в Австралии процветала в лесбийских барах с 1990-х по 2000-е годы, но начала исчезать в 2010-х.
Термин «дрэг-кинг» иногда используется в более широком смысле: это женщины, которые носят традиционно мужскую одежду по определённым причинам. Использование термина включает в себя женщин, временно пытающихся выдать себя за мужчин, и женщин, которые хотят представить себя в мужской гендерной роли, в то же время не идентифицируя себя как биологических мужчин. Дайан Торр начала вести мастер-классы дрэг-кинг в 1989 году, на которых учила женщин выдавать себя за мужчин. Торр была героиней фильма-исследования «Venus Boyz», вышедшего на экраны в 2002 году и рассказывающем о культуре дрэг-кингов как о социальном явлении.
Дрэг-кинги исторически представляли более маргинализированную поп-культуру, чем дрэг-квины, которые начали играть большу́ю роль в основной поп-культуре с конца 20-го века. Дрэг-кинги представлены в академических исследованиях ЛГБТ. В последнее время дрэг-кинги начали играть более заметную роль в ЛГБТ-сообществе. Журнал «Sleek Magazine» описал возрождение дрэг-культуры в статье 2019 года под названием «Что стоит за революцией дрэг-кинг?».
Британский коллектив «Drag King Pecs», полностью состоящий из женской и небинарной труппы, был основан в 2013 году и продолжает выступать в Театре Сохо и «The Glory». В 2016 году режиссёр Николь Мияхара сняла документальный фильм «The Making of a King», рассказывающий о жизни современных дрэг-кингов в Лос-Анджелесе. Первым дрэг-кингом, появившейся в телешоу, была новозеландская артистка и комик Хьюго Грррл, выигравшая первый сезон новозеландского реалити-конкурса House of Drag в 2018 году. В 2019 году американская артистка Лэндон Сидер (Кристин Беллалуна) стала первым дрэг-кингом и цисгендерной женщиной, появившейся на телевидении в США, когда она стала победителем в третьем сезоне телесериала «Драгула братьев Булет» (англ. The Boulet Brother’s Dragula).

## Дрэг-сообщество

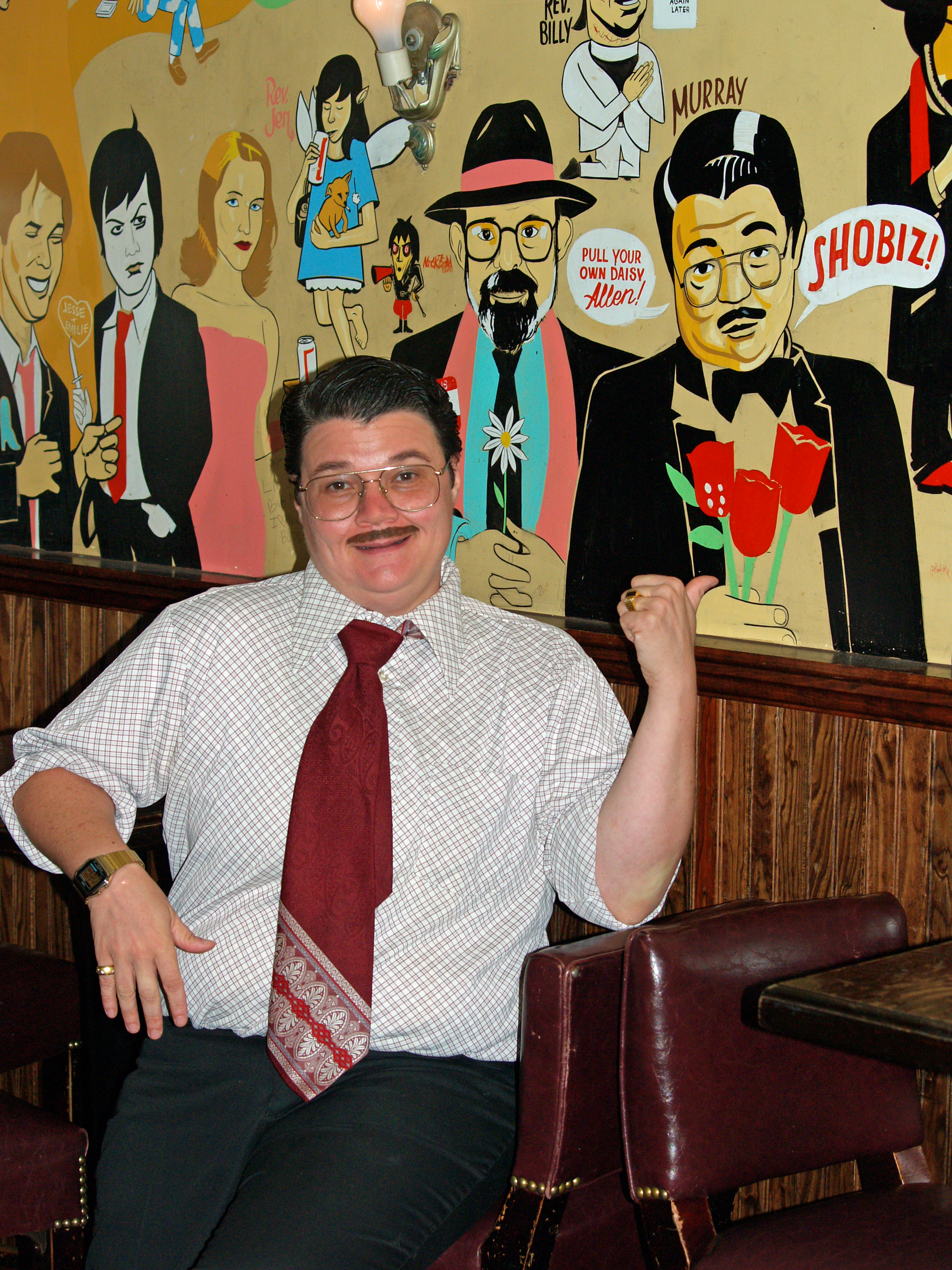
Хилл, Мюррей, нью-йоркский комик и актёр

Британская организация кабаре-лесбиянок «Лесбурлеск» считает своим долгом продвижение дрэг-кингов в более широкую сеть британских кабаре. Их основательница Пикси Трюфель (англ. Pixie Truffle) дала интервью газете Guardian в Соединённом Королевстве, в котором рассказала о своём желании, чтобы дрэг-кинги стали ближе с дрэг-квинами и стендап-комиками мужчинами.
Подобно некоторым дрэг-квинам, которые предпочитают, чтобы их воспринимали как актрис (Джастин Бонд и Джон Эпперсон, он же Lypsinka), некоторые дрэг-кинги предпочитают, чтобы на них не навешивали ярлык «дрэг-кинг». Мюррей Хилл сказал в одном из интервью: «Я думаю, когда люди предполагают, что кто-то квир, или не такой, как все, или транс, им всегда хочется навесить на них ярлык. И это то, с чем сталкиваются дрэг-кинги. Почему бы тебе просто не называть меня комиком — так же, как и Джерри Сайнфелда называют комиком?».
В последние годы некоторые артисты дрэг-кинг приняли другие термины для описания своих собственных стилей исполнения, особенно если они отклоняются от более традиционных форм перфоманса дрэг-кинг. Распространённые имена, в том числе гендерно-нейтральные, подтверждают слияние мужских и женских черт в выступлениях. Исполнительница из Ванкувера Роуз Бутч (англ. Rose Butch) использовала неоднозначное наименование для своего образа — «дрэг-вещь». Многолетний исполнитель Флэр назвал эру стилей дрэг-кингов, появившихся на сцене Торонто в середине 2010-х, эрой «дрэг-единорогов».
В 1999 году сообщество Drag Kings вышло на новый уровень после организации первой Международной феерии Drag King Extravaganza в Колумбусе, штате Огайо. На телевидении Drag Kings впервые появились в 4-й серии 3-го сезона сериала «Секс в большом городе».
Дрэг стал мейнстримом после того, как прошла премьера показа реалити-шоу Королевских гонок Ру Пола на канале США VH1, которая привлекла внимание 1,3 миллионов зрителей. В 2019 году был учреждён конкурс «RuPaul’s Drag Race All-Stars». Основная цель участников — разрушение гендерных границ. Женщины создают размытые и смешанные гендерные образы, заставляя зрителей усомниться в таких понятиях, как мужественность, сексуальность, идентичность, и бросают вызов расовым, социальным и гендерным стереотипам: «женщины становятся мужчинами — одни на ночь, другие на всю жизнь». В 2018 году в Новой Зеландии прошёл телевизионный конкурс дрэг-шоу под названием «House of Drag». Победителем стал 29-летний Хьюго Грррл. После победы он превратился из «усатого трансвестита» в транс-мужчину. По его мнению, молодые приверженцы дрэг-кинга стирают последние различия гендерных границ: если сегодня в актёрском составе телевизионногот шоу нет «исполнителя, которому присвоен женский пол при рождении (цисгендерной женщины, транс-мужчины или небинарной личности, одетой как дрэг-куин), или дрэг-кинга, то это неправильно».

## Способы создания гендерной иллюзии
Имена
Выступающие в роли дрэг-кинг женщины и артисты часто используют утрированно женские или чрезвычайно мачистские псевдонимы, такие как Christian Adore («Кристиан Обожание»), Oedipussy Rex (игра слов «Oedipus complex» и «pussy» — «Эдипов комплекс» и «киска»), Murray Hill  (Мюррей Хилл), Slickk Bois (Ловкие Парнишки), Buck Naked (игра слов «butt naked» и «Buck» — «голожопый» и имя «Бак»).
Лицо
Один из методов, которые используют дрэг-кинги, чтобы изменить свои черты лица, — при помощи опалённой пробки от вина на лице создаётся иллюзия бороды или щетины. Дрэг-кинги также могут затемнять брови или дополнять образ с помощью тёмного карандаша для глаз или другой косметики. Точно так же некоторые специалисты требуют нанесения жидкой подводки для глаз поверх пробкового пепла или тёмной тональной основы. Для достижения реалистичного образа дрэг-кинги могут добавить искусственные волосы поверх макияжа с помощью клея, создавая таким образом иллюзию пышной бороды.
Образ
Дрэг-кинги также используют носки и силиконовые подкладки, создавая иллюзию мужских гениталий.
Присутствие на сцене и выступление
Важная часть гендерной иллюзии относится к тому, как дрэг-исполнитель использует язык тела и ведёт себя на сцене. Некоторые дрэг-кинги включают в свои выступления более агрессивную хореографию, чтобы подражать стереотипному мужскому поведению. Аксессуары, стразы и тщательно продуманные костюмы дополняют выступление дрэг-кингов.
Одежда
Выбирается одежда, корректирующая женскую фигуру, — чаще всего это утягивающие топы, использование скотча и спортивных бюстгальтеров, чтобы создать иллюзию плоской груди. Чтобы скрыть грудь, некоторые дрэг-кинги используют колготки.

## В России
Очень редкими в России являются женские травести-шоу , артисты которых более известны, как драг-кинги (по аналогии с драг-квинами). Среди них известны драг-кинг Антонио Небандерас (Полина Стрельцова) из травести-дуэта "Крэйзи-тайм" (другое название - "НеВдвоём") из Санкт-Петербурга (распался в 2011 г.), драг-кинг Патрик (Кира Матаева) из травести-шоу "Драг-кинг студия" (существует с 2009 г. при санкт-петербургском лесбийском клубе "Триэль"), драг-кинг Ивэн Батлер (Юлианна Просвирнина) также из Санкт-Петербурга.

## Упоминания
В видеоиграх
2010 — настоящее время: «Danganronpa», в котором главный антагонист Монокума — персонаж дрэг-кинг.
В литературе
2016 — настоящее время: «Патриот Мориарти», в котором шпион, известный как Джеймс Бонд, — дрэг-кинг Ирен Адлер.